# Khanpasha Nuradilov
Khanpasha Nuradilovich Nuradilov ( russisk: Ханпаша Нурадилович Нурадилов , tjetjensk: Хампаша Нурадилан-кIант Нурадилов ; 6. juli 1924 – 12. september 1942) var en sovjetisk maskingeværskytte i Den Røde Hær mellem 1940 og 1942. Han er krediteret for at have dræbt 920 fjendtlige soldater med sit PM M1910 maskingevær, hvilket gør ham til den højest scorende maskinpistol skytte nogensinde.
Han kommanderede en maskingæver enhed ved Serafimovich, Stalingrad regionen. Under denne kamp blev han alvorligt såret, men han forlod ikke slagsmarken, men dræbte i stedet 250 tyske soldater. Han døde under dette slag den 12 September, 1942.
Han er begravet i Volgograd regionen, Kumylzhensky distrikt, i Bukanovskaya landsbyen.

## Priser
- Sovjetunionens helt[4]
- Leninordenen
- Røde Fane-ordenen
- Den Røde Stjernes orden

1. ↑  Navnet er anført på bokmål og stammer fra Wikidata hvor navnet endnu ikke findes på dansk.
2. ↑  Navnet er anført på engelsk og stammer fra Wikidata hvor navnet endnu ikke findes på dansk.
3. ↑  Герой Советского Союза Нурадилов Ханпаша Нурадилович :: Герои страны
4. ↑  Ведомости Верховного Совета СССР № 16 (222)